# NGC 6901
NGC 6901 = IC 5000 ist eine Balken-Spiralgalaxie vom Hubble-Typ SBab im Sternbild Adler am Nordsternhimmel. Sie ist schätzungsweise 220 Millionen Lichtjahre von der Milchstraße entfernt und hat einen Durchmesser von etwa 90.000 Lichtjahren. Möglicherweise bildet sie gemeinsam mit NGC 6906 ein gravitativ gebundenes Galaxienpaar.
Die Typ-IaP-Supernova SN 2004da wurde hier beobachtet.
Das Objekt wurde am 15. August 1863 vom deutschen Astronomen Albert Marth (als NGC-Objekt aufgeführt) und am 29. September 1891 vom französischen Astronomen Guillaume Bigourdan entdeckt (als IC-Objekt gelistet).